# Cratere Coelia
Coelia è un cratere sulla superficie di 4 Vesta.